# يورغن موليمان

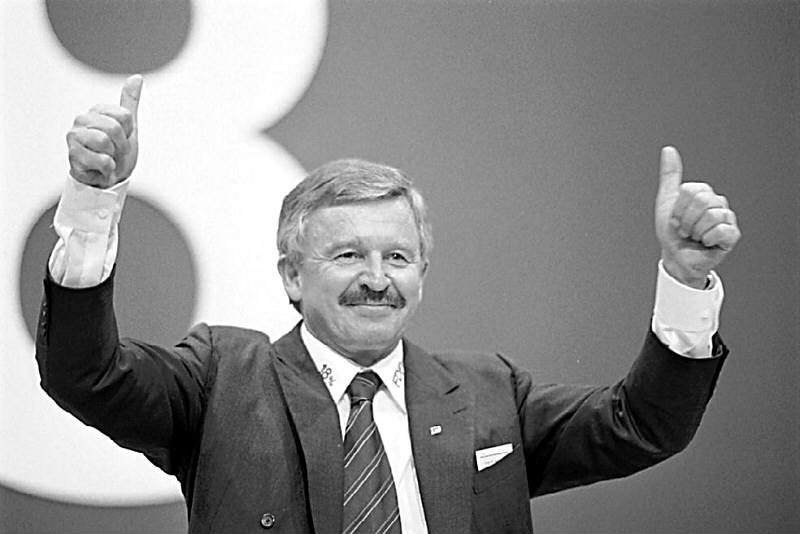
يورغين موليمان 2002

يورغن موليمان (بالألمانية: Jürgen Möllemann) (15 يوليو 1945 - 5 يونيو 2003)، سياسي ألماني ورئيس الجمعية العربية الألمانية. ولد في أوغسبورغ واستلم في عهد المستشار الألماني هلموت كول وزارة التعليم والعلوم (1987 - 1991)، وزارة الاقتصاد (1991 - 1993) ونائب المستشار (1992 - 1993) ولكنه اضطر في العام 1993 إلى تقديم استقالته بسبب ما سُمّي بفضيحة الرسائل الرسمية.

## حياته
عاش موليمان فترة شبابه في نيدارهاين أقصى غرب ألمانيا. وبعد حصوله على شهادة البكالوريا سنة 1965 في مدرسة أمبلونيوس في راينبرغ أدى الخدمة العسكرية ضمن فرقة المظليين حتى عام 1966. ومن بعدها تعلم الألمانية والتاريخ والرياضة في جامعة مونستر وتخرج سنه 1971 كمعلم مدرسه ابتدائي ومتوسط. وكان منذ سنة 1993 صاحب شركة الاستشارات التجارية المعروفة بويبتيك WebTec.

## حياة موليمان السياسية

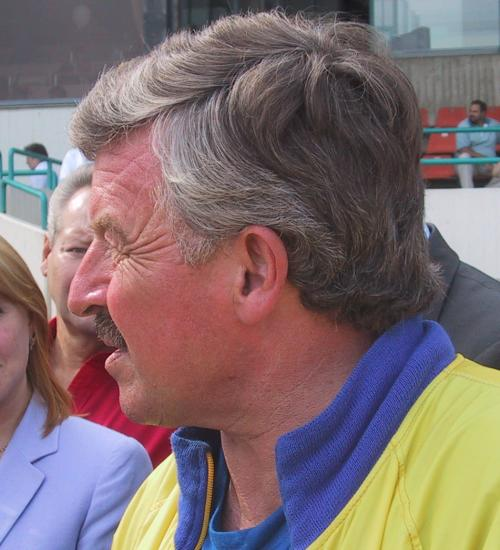
موليمان إبان إحدى الحملات الانتخابية

بدأ موليمان عمله السياسي مع حزب الاتحاد الديموقراطي المسيحي CDU عام 1962. من العام 1970 وحتى تقديم استقالته في 17 آذار 2003 كان موليمان عضواً في الحزب الديموقراطي الحر FDP.
تميزت حياة يورغين موليمان السياسية بتعاقب النجاحات الباهرة والاخفاقات الفادحة على حدٍّ سواء.
إلى جانب العديد من النجاحات كاستلامه لوزارة التعليم والبحث العلمي الاتحادية، لاحقته بعض الفضائح السياسية.
في كانون الثاني سنة 1993 أُجبر على التنحي عن منصبه كوزير للاقتصاد، لاستخدامه أوراق الرسائل الرسمية للدعاية لمشروع لأحد أنسباء زوجته.
برع موليمان في إثارة القضايا الهامة وفي حشد الرأي العام والإعلام لصالحه أو ضده.
سنة 1994 استقالت قيادة الحزب الديمقراطي الحر في ولاية نوردراين فيستفالن مجتمعة لإجباره على تقديم استقالته.
لكنه عاد ليتسلم مهامه بعد سنتين وقاد الحزب الإقليمي في معركة الانتخابات لسنة 2000 محققا فوزا استثنائيا للحزب الحر الذي غاب عن مجلس النواب الإقليمي في دوسلدورف لمدة خمس سنوات. فقد حصل الحزب بفضل إستراتيجية موليمان الانتخابية على 9.8 بالمئة من الأصوات عائداً بذلك إلى المجلس.
أسس سويا مع مدير شؤون الحزب فريتس جورجين المشروع 18 الذي حاز على إثره على الثناء من قيادة الحزب الاتحادية.
أثيرت في وسائل الأعلام قضية شركة السلاح ويبتيك وعلاقته بصفقات أسلحة مع العالم العربي.
بداية نيسان 2004 نشرت صحيفة جنوب ألمانيا (زود دويتشه تسايتونغ) أخبارا نسبتها لمديرية مكافة الجرائم في شمال الراين - وستفاليا، مفادها أن الشركة تمارس نشاطها غالبا عبر شركات وهمية في ليختنشتاين وموناكو.
في خضم تصعيد الأزمة الفلسطينية الإسرائيلية قام بانتقاد الممارسات الإسرائيلية بحدة وأعلن تفهمه للعمليات الفدائية الفلسطينية.
تحدث النائب الإقليمي قارصلي عن حزب الخضر عن حرب إبادة يقوم بها أرييل شارون ضد الشعب الفلسطيني وانتقد دور اللوبي الصهيوني في قمع أي نقاش حول سياسة الحرب الإسرائيلية.
قام موليمان بدعوة قارصلي للانضمام للحزب الديمقراطي الحر واستجاب قارصلي للدعوة وانضم لكتلة الحزب في مجلس النواب الإقليمي مما أثار حفيظة مؤيدي إسرائيل والجماعات اليهودية وبعض كبار أعضاء الحزب مثل هيلديغراد هام-بوشر.
في مقابلة مع القناة الثانية للتلفزيون الألماني الرسمي رد موليمان على الهجمات اليهودية والصهيونية ضده شخصيا مركزا هجومه على ميشيل فريدمان نائب رئيس المجلس المركزي لليهود في ألمانيا.
«أخشى أن لا أحد يساهم في نمو المعاداة للسامية، والموجودة في ألمانيا والتي يجب أن نكافحها، بقدر ما يساهم بها السيد شارون وفي ألمانيا السيد فريدمان بأسلوبه المتعجرف غير المتسامح والمثير للإشمئزاز. يجب أن يكون بالإمكان إثارة النقد تجاه سياسة شارون من دون أن يتم التصنيف في خانة معينة».
اعتبرت العديد من وسائل الأعلام تركيز الهجمات من موليمان على شخص فريدمان بمثابة «إعادة الاعتبار لقوالب لا سامية». استغل سياسيو الأحزاب الأخرى هذا الأمر في الدعاية الانتخابية واتهموا موليمان بمعاداة السامية. موليمان، وسترفيلله والعديد من أعضاء الحزب الحر رفضوا هذه الاتهامات بغضب.
قبيل الانتخابات النيابية الاتحادية سنة 2002 تصاعدت الأزمة ووصلت ذروتها بمنشور عمل موليمان على توزيعه على كافة المنازل في ولاية شمال الراين - وستفاليا. المنشور هاجم شارون وفريدمان مما أدى قيام جبهة عريضة رافضة لهذه الخطوة عبر كافة الأحزاب واستعر من جديد النقاش حول قضية اللاسامية.
بعد توافر الإحصاءات الأولية التي تشير إلى تراجع الأصوات لصالح الحزب هدد الصراع بين المؤيدين والمعارضين لموليمان بشقّ صفوف الحزب.
أعلن الحزب، باستثناء بعض الفروع الإقليمية، تنصله من منشور موليمان وأنه لا يشكل جزءا رسميا من الدعاية الانتخابية.
اتخذت الأزمة منحى جديد بعد إثارة قضية تمويل المنشور وتسارع فقدان موليمان للتأييد داخل حزبه إلى أن هُدد بفتح إجراءات طرد من الحزب بحقه.
رفض التنحي عن منصبه كنائب اتحادي واستبق إجراءات قيادة الحزب بطرده وأعلن انسحابه من الحزب الديمقراطي الحر.

## وفاته
كان موليمان مولع بالقفز من الباراشوت حيث استخدم قفزاته في حملاته الانتخابية لمرات عديدة. وفي 5 يونيو 2003 توفي موليمان من جراء سقوطه أثناء قيامه بقفزة من الباراشوت في منطقة قريبة من كولونيا غرب ألمانيا. حيث واجه مصاعب في فتح منطاده أثناء السقوط مما أدى إلى ارتطامه بالأرض بدون أي توقف. هذا ولم يتبيّن حتى اليوم ماهية أسباب عدم فتح مظلة السقوط الذي تدور حوله علامات استفهام كثيرة.
في تقرير له بتاريخ 9 يوليو في السنة نفسها، استبعد الإدعاء الألماني في مدينة إسّن أن يكون أحد ما قد تلاعب في نظام السلامة الخاص بموليمان حين قيامه بقفزته الأخيرة. ولكنه في الوقت نفسه لم يمكن من إثبات أن تكون الوفاة ناجمة عن حادث أو عملية انتحار، مما ترك الباب مفتوحا على جميع الاحتمالات بما في ذلك قتله، خاصة أنه تعرض لهجوم عنيف من قبل اللوبي اليهودي في ألمانيا وأعوانهم. الجزيرة.
تبقى قضية وفاة موليمان مجهولة الجوانب، خاصة عند الاستناد إلى ما صرّح به عدد من أصدقاء الضحية عن احتمالات أن تكون الحادثة قتلا متعمدا. وبعد ظهور فيلم خاص في آخر سنة 2007 كان قد تم تصويره من قبل رفيق للضحية أثناء القفزة الأخيرة، تم دراسة صور الفيلم من قبل الإدعاء العام حيث كانت التحقيقات ما زالت جارية. ولكن ظهور الفيلم لم يؤثر على نتيجة التحقيقات القائلة بأن «لا يمكننا لا أن نستبعد الانتحار، ولا أن نؤكّد حصوله»
و قد كان البرلمان الألماني قد رفع الحصانة عن موليمان قبل قيامه بقفزته الأخيرة بنصف ساعة فقط. مما سمح لمحققي الشرطة والإدعاء العام بالدخول إلى منزله والقيام بتفتيشه استنادا إلى شكوك كانت تحوم حوله بقضية اختلاس ضرائب، إضافة إلى مخالفات قانونية حول قضايا رفعت ضده تمسّ مخالفاته النظام الحزبي وبعضا من أعماله في دول الخارج.
و أُغلقَت كل الملفات المذكورة ضد موليمان بعد وفاته.
تم دفن موليمان في مقبرة في وسط مدينة مونستر.

## وصلات خارجية
- يورغين موليمان على موقع مونزينجر (الألمانية)

1. ↑  نص الوصلة، نص إضافي. نسخة محفوظة 07 أبريل 2011 على موقع واي باك مشين.